# First Album
Southern Culture on the Skids (più noto anche come First Album) è il primo album in studio dell'omonimo gruppo musicale, pubblicato nel 1985; l'album, molto raro, non ha un titolo vero e proprio se non la scritta del nome del gruppo sulla copertina e, negli anni, è divenuto noto come il "primo album".

## Tracce
1. Bop Bop Bop
2. Primitive Guy
3. I Dig Tunnels
4. Psycho Surfing
5. Cocktail Song
6. Rockabilly Mud
7. Atom Age Trucker
8. Demon Death
9. Nothing Song

## Formazione
- Rick Miller: chitarra
- Stan Lewis: voce
- Leslie Land: basso
- Chip Shelby: batteria